# Eddie Leonski
Edward Joseph Leonski (Kenville, New Jersey, 1917. december 12. – Coburg, Victoria állam, 1942. november 9.), amerikai sorozatgyilkos, aki Ausztráliában követte el bűncselekményeit.

## Élete
1941 februárjában hívták be katonának, és 1942. február 2-án érkezett meg Melbourne-be.
1942. május 3-án a 40 éves Ivy Violet McLeodot holtan találták a melbourne-i Albert Parkban . Megverték és megfojtották, és mivel a pénztárcája még nála volt, a rablás gyanúját rögtön elvetették.
6 nappal később a 31 éves Pauline Thompsont is holtan találták, nyakán fojtogatás nyomait találták. Utoljára egy férfival látták, aki amerikai akcentussal beszélt.
A harmadik áldozat megint egy 40 éves nő volt, Gladys Hosking, aki éppen munkából (a melbourne-i egyetem kémiai könyvtárában dolgozott) tartott hazafelé. Egy szemtanú szerint egy kócos amerikai férfi (aki látszólag ki volt fulladva és a ruhája sáros volt) kért útbaigazítást a gyilkosság éjszakáján az áldozattól. Ez a leírás egyezett Paulie Thompson gyilkosának leírásával, valamint azok is hasonlóan jellemezték támadójukat, akik a közelmúltban túléltek hasonló támadást.
A szemtanúk és a túlélők segítségével azonosították a 24 éves Eddie Leonskit Archiválva 2008. február 29-i dátummal a Wayback Machine-ben, aki az amerikai hadsereg katonája volt és a városban állomásozott a második világháborúban. Az 52. híradó zászlóaljnál szolgált, amikor letartóztatták.
Beismerte tetteit és az amerikai hadsereg haditörvényszéke halálra ítélte 1942. július 17-én. Douglas MacArthur tábornok 1942. október 14-én hagyta jóvá az ítéletet, 1942. október 28-án a fellebbviteli bizottság is elfogadta a tényeket és a bíróság döntését. November 1-jén kihirdették az ítéletet és MacArthur tábornok a normális eljárástól eltérően saját kezűleg írta alá a kivégzés elrendelését (a későbbi kivégzéseknél ezt az adminisztratív lépést a vezérkari főnökre, Richard Sutherlandre bízta). Leonskit 1942. november 9-én akasztották fel a coburgi Pentridge börtönben. Ő volt a második amerikai katona, akit kivégeztek a II. világháború alatt.
A holttestét ideiglenesen különféle temetőkben temették el, maradványait végül Schofield Barracks katonai temetőben hantolták el a katonai elítéltek számára kialakított részen.
Sokak szerint egy vidám ember volt, de hajlamos volt a alkoholizmusra. Az 1986-ban készült Death of a Soldier című film az ő életén alapszik.

## Fordítás
- Ez a szócikk részben vagy egészben  az   Eddie_Leonski című angol Wikipédia-szócikk fordításán alapul.  Az eredeti cikk szerkesztőit annak laptörténete sorolja fel. Ez a jelzés csupán a megfogalmazás eredetét és a szerzői jogokat jelzi, nem szolgál a cikkben szereplő információk forrásmegjelöléseként.